# سیاهرگ عمقی ران
سیاهرگ عُمقی ران (deep femoral vein) یا ورید پروفوندا فموریس (profunda femoris vein) یک سیاهرگ عمقی بزرگ در ران است. این سیاهرگ خون را از قسمت داخلی ران دریافت می‌کند و به سمت بالا و میانی در امتداد سرخرگ عمقی ران حرکت می‌کند تا تقریباً در سطح تحتانی‌ترین قسمت برجستگی تکمه‌ای تهیگاهی (توبروزیته ایسکیال) به سیاهرگ رانی بپیوندد.

## عملکرد
سیاهرگ عمقی ران بخش داخلی ران را تخلیه می‌کند. بیشترین حجم خون از طریق این سیاهرگ وارد سیاهرگ رانی می‌شود.

## اهمیت بالینی
سیاهرگ عمقی ران معمولاً تحت تأثیر فلبیت قرار می‌گیرد که در صورت ایجاد لخته خون می‌تواند یک وضعیت خطرناک باشد، زیرا ممکن است لخته از جای خود بیرون رفته و به شش‌ها برود و باعث آمبولی ریه شود. این نتیجه احتمالی بی حرکتی به دلیل استراحت بیش از حد در رختخواب به دنبال جراحی یا ناتوانی، سبک زندگی بی تحرک یا مسائل ارثی مانند جهش فاکتور V لیدن است.